# Iglesia de la Transfiguración del Señor (Benafer)
La iglesia parroquial de la Transfiguración del Señor de Benafer, también conocida como iglesia de El Salvador, en la comarca del Alto Palancia, provincia de Castellón, España, es un templo católico que está catalogado como Bien de Relevancia Local con código identificativo: 12.07.024-001, según consta en la Dirección General de Patrimonio Artístico de la Generalidad Valenciana.

## Descripción
La Iglesia de la Transfiguración del Señor de Benafer podría describirse como un templo de sencilla factura y decoración, tal y como hace el propio Ayuntamiento de la localidad.
De fábrica de mampostería con refuerzo de sillares en las esquinas, está totalmente restaurada, ya que formó parte de los monumentos afectados por la guerra del 36, entrando en la zona catalogada como zona devastada y llevando a cabo la Dirección General de Regiones Devastadas y Reparaciones su rehabilitación. De esta manera de la construcción original sólo queda la Capilla del Sagrario.
El edificio pertenece al orden compuesto, con talla churrigueresca. Presenta planta de nave única y cuatro crujías, con naves laterales (entre las que destaca la de la Comunión al contar con una bella imagen de Santa Teresa), además de contar con coro superior y altares pobres. Se iniciaron las obras del templo primitivo en el siglo XVII bajo la dirección del maestro José García.
La fachada tiene forma de hastial, acabando en una pequeña hornacina, terminada también el hastial, donde se sitúa una cruz, rematada con cruz de forja. Formando parte de la fachada y al lado derecho, a la vista del espectador, se sitúa la torre campanario. Presenta dos cuerpos y remate. Parte del primer cuerpo está inmerso en la fachada y presenta ventanas rectangulares y reloj en la parte más alta de este cuerpo. El segundo cuerpo es el que ubica las campanas, en unos vanos en forma de arco de medio punto, contando con cinco campanas, Santa Bárbara, Transfiguración, San José y Santísimo Sacramento, todas ellas de la fundición Hermanos Roses de Silla, y del año 1948; y San Salvador, de 1996 y fundida en Murcia, en la fundición Portilla Linares, que es además la de mayor tamaño y peso. Se acaba la torre en un pequeño cuerpo nuevamente con cuatro vanos, cubierta de teja piramidal y remate de veleta.
La cubierta interior descansa sobre los muros, pilastras (decoradas con capitel dentado y cuerpo arquitrabado superior y decoración de guirnaldas en yeso)y arcos de medio punto, dando lugar a una bóveda de cañón, con lunetos para la iluminación interior del espacio, al igual que ocurre con las capillas, que también presentan este tipo de cubierta. El coro es elevado, situado a los pies de la planta presentando un frente adintelado.
La decoración interior es escasa, destacando la existente en la capilla del Sagrario, que al ser la única zona original, presenta una cúpula con pechinas pintadas, así como pinturas murales que se creen obra de Luis Antonio Planes.
También cuenta con un pequeño tesoro parroquial de orfebrería, en el que se puede destacar un cáliz de plata sobredorada de 1652, y otro datado a finales del siglo XVIII. Además tiene inventario de bienes muebles y archivo fotográfico actualizado.
La iglesia pertenece al arciprestazgo número 2, llamada “San Antonio Abad” , con sede en Jérica, en la Diócesis de Segorbe-Castellón.